# رودريغو غارسيا (دراج)
رودريغو غارسيا (بالإسبانية: Rodrigo García Rena)‏ (و. 1980  م) هو راكب دراجة هوائية إسباني، ولد في مياخاداس.

## روابط خارجية
- رودريغو غارسيا على موقع الاتحاد الدولي للدراجات (الإنجليزية)
- رودريغو غارسيا على موقع أرشيف الدراجات (الإنجليزية)
- رودريغو غارسيا على موقع إحصائيات الدراجات الإحترافية (الإنجليزية)
- رودريغو غارسيا على موقع نسبة الدراجات (الإنجليزية)